# Velikaja (přítok Anadyrského zálivu)
Velikaja, Bolšaja nebo Oněmen (rusky Великая, Большая, Онемен) je řeka v Čukotském autonomním okruhu v Rusku. Je dlouhá 556 km od pramene zdrojnice Kylvygejvaam. Plocha povodí měří 31 000 km².

## Průběh toku
Vzniká soutokem řek Kujimveem a Kylvygejvaam, které pramení na Korjacké planině. Značnou část toku poté řeka protéká Anadyrskou nížinou, přičemž se rozvětvuje na množství ramen a průtoků. Ústí do zálivu Oněmen, jež je částí Anadyrského zálivu Beringova moře.

## Vodní režim
Zdrojem vody jsou sněhové a dešťové srážky. Zamrzá v polovině října a rozmrzá na konci května až na začátku června.